# Lijst van internetjargon
Internetjargon wordt gebruikt door internetgebruikers die hun eigen jargon hebben ontwikkeld. Het is nauw verwant met andere vormen van computerjargon. Deze lijst behandelt een aantal woorden. De meeste woorden worden normaliter in kleine letters geschreven, en soms (in formelere contexten) met hoofdletters, maar dit verschilt per woord. Veel van deze afkortingen bevatten krachttermen.
Engels internetjargon is vanwege het ontwikkelen van het internet in de Verenigde Staten het eerst ontstaan maar wordt wereldwijd gebruikt. Intussen is er een groot aantal Nederlandse termen ontstaan, als toevoeging aan of vertaling van de Engelse.

## Acroniemeneninitiaalwoorden
| Afkorting           | Staat voor                                                                       | Vertaling/toelichting |
| ------------------- | -------------------------------------------------------------------------------- | --- |
| AFAIC               | as far as I'm concerned                                                          | wat mij betreft |
| AFAIK               | as far as I know                                                                 | voor zover ik weet |
| AFA                 | away from activity                                                               | weg van activiteit |
| AFAIAC              | as far as I am concerned                                                         | voor wat mij betreft |
| AFAICT              | as far as I can tell                                                             | zover ik kan vertellen |
| AFAIR               | as far as I remember                                                             | voor zover ik mij herinner |
| AFK                 | away from keyboard                                                               | weg van het toetsenbord |
| AKA                 | also known as                                                                    | ook bekend als |
| ASAP                | as soon as possible                                                              | zo spoedig mogelijk |
| ASL                 | Age, Sex, Location?                                                              | leeftijd, geslacht en de plaats waar je op dat moment bent |
| ATM                 | at the moment                                                                    | op dit moment |
| AYBABTU             | All your base are belong to us                                                   | slogan in krom Engels, gebaseerd op een systeemmelding in het Japanse computerspel Zero Wing |
| BB                  | be back / bye bye / baby                                                         | zo terug / tot ziens / "baby" als in een koosnaam |
| BBIAB               | be back in a bit                                                                 | ben over een tijdje weer terug |
| BBK                 | back behind keyboard                                                             | weer achter het toetsenbord |
| BBL                 | be back later / Brazilian butt lift                                              | ben later weer hier / Braziliaanse kont behandeling/operatie |
| BBS                 | be back soon                                                                     | ben zo terug |
| BF                  | best friend / boyfriend                                                          | beste vriend / vriendje |
| BFF                 | best friends forever                                                             | beste vrienden voor altijd |
| BF4E                | best friends 4 ever                                                              | beste vrienden voor altijd |
| BIW / BEW           | ben ik weer / ben er weer                                                        | als men terugkomt van AFK |
| BMI                 | bad mental image                                                                 | een ontzettend fout beeld in mijn hoofd |
| BRB                 | be right back                                                                    | ben zo terug |
| BS                  | bullshit                                                                         | onzin |
| BTW                 | by the way                                                                       | trouwens |
| BZT                 | ben zo terug                                                                     | Nederlandse versie van "BRB" |
| CBA                 | can't be arsed                                                                   | kan niet "bekont" worden / ik wil de moeite ervoor niet doen |
| CCL                 | couldn't care less                                                               | het interesseert me helemaal niks |
| CI                  | Connection Interrupted                                                           | verbinding verbroken (meestal als iemands spel crasht of als het internet eruit valt) |
| CU                  | see you                                                                          | tot ziens |
| CUL8R               | see you later                                                                    | tot later, tot ziens |
| CYN                 | Can you not                                                                      | kan je dat even niet doen |
| CYA                 | see you (see ya) / see you around                                                | zie je (hier) ergens wel weer |
| DC                  | don't care/disconnection                                                         | maakt me niet uit / het verliezen van de connectie met de server |
| DW                  | don't worry                                                                      | maak je geen zorgen |
| DH                  | don't hurry                                                                      | doe rustig aan |
| ELI5                | Explain Like I'm 5 (years old)                                                   | uitleggen op de meest eenvoudige manier / alsof ik 5 ben |
| EOM                 | end of message                                                                   | einde bericht (bijvoorbeeld het onderwerp van een e-mail eindigt met deze afkorting, waardoor de lezer weet dat alle informatie al in het onderwerp vermeld wordt en de rest van het bericht niet gelezen hoeft te worden)                                                                                      |
| FAB                 | Fabulous                                                                         | geweldig |
| FB                  | Facebook                                                                         | Facebook |
| FAQ                 | Frequently Asked Question(s)                                                     | veelgestelde vragen |
| FF                  | follow friday                                                                    | "volg-vrijdag". Gebruikt op Twitter op vrijdag: hier typ je een of meerdere namen bij van mensen die Twitter hebben om ze aan te bevelen bij anderen |
| FF                  | effe                                                                             | eventjes |
| FFS                 | for fuck's sake                                                                  | uitroep van irritatie |
| FIPO                | first post                                                                       | eerste post (in fora) |
| FML                 | fuck my life                                                                     | uitdrukking van een rotleven hebben |
| FPS                 | first-person shooter / frames per second                                         | een genre in de computerspellen bij shooters (schietspellen), De speler bekijkt de wereld vanuit de ogen van het personage dat hij/zij bespeelt / aantal beelden per seconde |
| FTFY                | fixed that for you                                                               | heb ik voor je hersteld/opgelost / zo is het beter |
| FTW                 | for the win / fuck the what / fuck the world                                     | uitroep van enthousiasme (bijvoorbeeld koekjes FTW! = koekjes zijn geweldig!) / Omgekeerde van WTF |
| FU                  | fuck you                                                                         | donder op, toegepast in verband met censuur op sommige sites |
| FUBAR               | fucked up beyond all recognition/ fucked up beyond any repair.                   | verpest, volledig kapot |
| FYI                 | for your information                                                             | zodat je het weet |
| GOML                | get on my level                                                                  | probeer jij maar eens zo goed te worden als ik ben |
| GF                  | good fight / girlfriend                                                          | goed gevecht / vriendin |
| GG                  | good game                                                                        | leuk spel / goed gespeeld |
| GGEZ                | good game, easy                                                                  | leuk spel / makkelijk gewonnen |
| GGWP                | good game, well played                                                           | goed spel, goed gespeeld |
| GJ                  | good job                                                                         | goed gedaan |
| GL                  | good luck                                                                        | succes |
| GLHF                | good luck, have fun                                                              | succes en veel plezier |
| GZ/GRATZ            | congratulations                                                                  | gefeliciteerd |
| GRTZ                | greetz (greetings)                                                               | groetjes |
| GM                  | game master, game manager, God moderator, good morning                           | opzichter in een roleplayinggame, goedemorgen |
| GM                  | game mode                                                                        | manier van spelen, spelvariant |
| GMJ                 | goed, met jou?                                                                   | als antwoord op 'Hoe is het?' |
| GMTA                | great minds think alike                                                          | twee zielen, één gedachte |
| GTFO                | get the fuck out/get the fuck off                                                | ga weg, rot op |
| GTG                 | got to go                                                                        | (ik) moet gaan |
| GWN                 | gewoon                                                                           | niets bijzonders |
| G2G                 | got to go                                                                        | (ik) moet gaan |
| HAND                | Have a nice day!                                                                 | Fijne dag! |
| HF                  | have fun                                                                         | veel plezier! |
| HLP                 | help                                                                             | ik heb hulp nodig |
| HTH                 | hope this helps                                                                  | ik hoop dat dit helpt |
| HVJ                 | hou van je                                                                       | |
| IANAL               | I am not a lawyer                                                                | ik ben geen advocaat |
| IC                  | I see                                                                            | ik snap het |
| IC                  | In character                                                                     | In karakter, binnen het rollenspel |
| IDC                 | I don't care                                                                     | ik geef er niet om/kan mij niets schelen |
| IDGAF               | I don't give a fuck                                                              | maak mij 't uit |
| IDGAFBU             | I don't give a fuck (A)bout U(you)                                               | ik geef helemaal niks om jou |
| IDK                 | I don't know / In de klas                                                        | Ik weet het niet |
| IDD                 | indeed / idem dito / inderdaad                                                   | |
| IIG                 | in ieder geval                                                                   | |
| IIRC                | if I recall correctly                                                            | als ik me het goed herinner |
| IK                  | I know                                                                           | ik weet het |
| ILU                 | I love you                                                                       | ik hou van je |
| ILU2                | I love you too                                                                   | ik hou ook van jou |
| IMAO                | in my arrogant opinion                                                           | naar mijn arrogante mening |
| IMBA                | imbalanced                                                                       | ongebalanceerd (te sterk /te goed /overpowered) |
| IMHO                | in my honest opinion / in my humble opinion                                      | naar mijn oprechte overtuiging / naar mijn bescheiden mening |
| IMO                 | in my opinion                                                                    | naar mijn mening |
| IMSO                | in my superior opinion                                                           | naar mijn superieure overtuiging / parodie op "naar mijn bescheiden mening" |
| INDD                | indeed / idem dito / inderdaad                                                   | juist ja |
| IRL                 | in real life                                                                     | in het echte leven |
| ITT                 | in this topic/thread                                                             | in dit onderwerp / in deze berichtendraad |
| JFGI                | just fucking google it                                                           | zoek het op google op |
| JK                  | just kidding                                                                     | grapje! |
| JMJ                 | ja, met jou?                                                                     | als antwoord op 'alles goed?' |
| JWZ                 | je weet zelf                                                                     | ik hoef jou niets te vertellen |
| K                   | okay                                                                             | de Engelse K, oké snel gezegd (kan vaak passief agressief gebruikt worden) |
| KK                  | okay/kanker                                                                      | internationaal: oké (kan passief agressief gebruikt worden); kanker is in deze context altijd het scheldwoord kanker |
| KMS                 | kill myself                                                                      | mezelf vermoorden |
| KS                  | Killsteal / Killstreak                                                           | dit is als je een monster/beest/... van iemand afneemt en daardoor met de eer gaat lopen in een spel / een-op-een dood gemaakte wezens |
| KYS                 | Kill yourself                                                                    | pleeg zelfmoord |
| L2P                 | learn to play                                                                    | leer spelen |
| LAMA/LM             | laat maar                                                                        | het is wel goed zo |
| LDC                 | L-O-L, don't care                                                                | Grappig, maar niet heus. Het kan me eigenlijk echt niet schelen |
| LIGAF               | like i give a fuck                                                               | alsof het mij boeit |
| LFDY                | Live fast, die young                                                             | leef snel, sterf jong. oorspronkelijk Live fast, love hard, die young |
| LM                  | laat maar                                                                        | |
| LMK                 | let me know                                                                      | laat me weten |
| LMAO                | laughing my ass off                                                              | ik lig dubbel van het lachen |
| LMFAO               | Laughing my fucking ass off                                                      | ik lig in een deuk van het lachen |
| LMGTFY              | Let me google that for you                                                       | laat me dat even (op Google) opzoeken voor je (sarcastisch; alsof iemand niet zelf zijn vraag kan intypen) |
| LOL                 | laughing out loud                                                                | (ik) lach hardop |
| M8                  | mate                                                                             | maat, kameraad, vriend |
| ME2/M2              | me too                                                                           | ik ook |
| MMORPG              | Massively Multiplayer Online Role Playing Game                                   | een grootschalige roleplayinggame voor meerdere spelers over het internet heen |
| MRW                 | My reaction when                                                                 | mijn reactie wanneer |
| MSS/MISS            | misschien                                                                        | |
| N                   | no / nee                                                                         | |
| NFS                 | not for sale                                                                     | niet te koop |
| NM, NVM, NVMD       | never mind                                                                       | laat maar, trek het je niet aan |
| NN                  | nighty night                                                                     | welterusten |
| NP                  | no problem                                                                       | geen probleem, graag gedaan |
| NSFW                | not safe/suitable for work                                                       | niet geschikt om "op het werk" te bekijken / niet beschaafd |
| NSFL                | not safe/suitable for life                                                       | niet geschikt om "in je leven" te bekijken / compleet onbeschaafd |
| NS                  | nice shot                                                                        | mooi schot |
| NT                  | nice time                                                                        | mooie tijd |
| NT                  | nice try                                                                         | mooie poging |
| NWTV                | nog wat te vertellen?                                                            | |
| O RLY?              | Oh, really?                                                                      | O, echt waar? |
| OC                  | original character                                                               | origineel karakter/personage |
| OC                  | of course                                                                        | natuurlijk |
| OK                  | oké, okay                                                                        | in vele gevallen de Nederlandse versie van KK |
| OLM                 | ouders lezen mee                                                                 | |
| OMG                 | oh my god                                                                        | o mijn god |
| OMGS                | oh my gosh                                                                       | o mijn god (spottende manier) |
| OMFG                | oh my fucking god                                                                | allemachtig |
| OMM                 | on my mom/momma                                                                  | ik zweer het op mijn moeder |
| OMW(T)              | on my way (to)                                                                   | op weg (naar) |
| ONS                 | one night stand                                                                  | eenmalig seksueel contact tussen individuen |
| OOC                 | out of character                                                                 | buiten het rollenspel |
| OG                  | original gangster                                                                | original gangster |
| OP                  | original poster, openingspost, over powered                                      | eerste poster (vooral in forums), eerste post, te krachtig(e) |
| OS                  | operating system                                                                 | besturingssysteem |
| OTOH                | on the other hand                                                                | anderzijds |
| PAW                 | parents are watching                                                             | ouders kijken (mee) |
| PEBKAC              | problem exists between keyboard and chair                                        | het probleem zit tussen de computer en de stoel |
| PICNIC              | problem in chair, not in computer                                                | het probleem zit op de stoel, niet in de computer |
| PITA                | pain in the ass                                                                  | pijn in het achterwerk, lastpost |
| PFA                 | please find attached                                                             | (gebruik in mail) zie bijlage |
| POV                 | point of view                                                                    | gezichtspunt |
| PVP                 | player versus player                                                             | speler tegen speler (gevecht) |
| PVE                 | player versus environment                                                        | wanneer een speler tegen hun 'omgeving' (meestal monsters in de omgeving) vecht |
| PK                  | player killing                                                                   | spelers vermoorden/spelergevecht |
| PLZ/PLS             | please                                                                           | alsjeblieft |
| PLOX                | please                                                                           | alsjeblieft |
| POC                 | piece of cake / person of color                                                  | appeltje, eitje / een gekleurd persoon |
| POS                 | parents over shoulder / piece of shit                                            | ouders kijken mee / stuk stront |
| RL                  | real life                                                                        | in het echte leven (bijvoorbeeld ik heb haar nog nooit in RL gezien = ik heb haar nog nooit in het echt gezien) |
| RTFF                | read the fucking forum(s)                                                        | kijk verdomme op het / de forum(s) |
| ROFL of ROTFL       | rolling on the floor laughing                                                    | ik kom niet meer bij van het lachen |
| ROFLMAO of ROTFLMAO | rolling on the floor laughing my ass off                                         | ik kom totaal niet meer bij van het lachen |
| ROFLMAOPIMP         | rolling on the floor laughing my ass off peeing in my pants                      | ik kom helemaal niet meer bij en doe het in mijn broek van het lachen |
| ROFLMGAO            | rolling on the floor laughing my gay ass off                                     | ik kom als homoseksuele totaal niet meer bij van het lachen |
| ROFLOL              | rolling on the floor laughing out loud                                           | hardop lachend rol ik over de vloer |
| ROFLSHMSFOAIDMT     | rolling on the floor laughing so hard my sombrero fell off and I dropped my taco | ik moet zo hard lachen dat ik ervan op de grond lig, mijn sombrero afviel en ik mijn taco liet vallen |
| ROTFLUTS            | rolling on the floor laughing unable to speak                                    | ik lig op de grond van het lachen en ben niet in staat om te spreken |
| RPG                 | role playing game                                                                | een spelgenre waarin spelers de rol aannemen van personages in een fictieve wereld (rollenspel) |
| RTFM                | read the fucking manual (read the fine manual)                                   | lees die verdomde handleiding |
| SUC6 of S6          | succes                                                                           | iemand succes wensen |
| SEPO                | second post                                                                      | tweede reactie in een forumtopic, volgt direct na de FIPO |
| SMD                 | suck my dick                                                                     | letterlijk "zuig mijn penis", loop naar de maan / workbook |
| SMH                 | shake my head                                                                    | afkeurend het hoofd schudden |
| SOZ/SRRY/SRY        | sorry                                                                            | sorry, het spijt me |
| STF                 | search the forum                                                                 | zoek op het forum |
| STFU                | shut the fuck up                                                                 | hou verdomme je smoel |
| TBH                 | to be honest                                                                     | om eerlijk te zijn |
| TBT                 | Throwback Thursday                                                               | TBT wordt gebruikt op social media om een moment op de donderdag te gebruiken waarop oude herinneringen worden aangehaald. De post met een foto en een onderschrift begint vaak met "Remember this one...?" en dan een oud(erwets) apparaat, een gebeurtenis of een memorabel moment - vaak ook ludiek bedoeld. |
| THX, TNX of THNX    | thanks                                                                           | bedankt |
| TIL                 | today I learned                                                                  | vandaag heb ik geleerd |
| TL                  | timeline                                                                         | Facebook tijdlijn |
| TS                  | topic starter                                                                    | persoon die een topic opent op een forum |
| TT                  | Twitter / topic title                                                            | Twitter / titel van het topic |
| TTYL                | talk to you later                                                                | ik spreek je later |
| TTYS                | talk to you soon                                                                 | ik spreek je snel |
| TY                  | thank you                                                                        | dank je |
| TYVM                | thank you very much                                                              | heel erg bedankt |
| TYT / TUT           | take your (ur) time                                                              | neem je tijd |
| TIA                 | thanks in advance                                                                | bij voorbaat dank |
| TL;DR               | too long, didn't read                                                            | te lang (verhaal) om te lezen (samenvatting van een online post of nieuwsartikel) |
| TMI                 | too much information                                                             | te veel informatie, dat wilde ik liever niet weten |
| TPS                 | third-person shooter                                                             | een 'shooter'-spelgenre waarbij de speler de wereld waarneemt vanuit het derde perspectief |
| TW                  | trigger warning                                                                  | trigger-waarschuwing; er kan een ding zijn in een stuk media dat bij sommige mensen pijnlijk aankomt, flashbacks of mentale stress etc. veroorzaakt, en de maker of uitgever zet er TW neer om mensen daarvoor te waarschuwen                                                                                   |
| U                   | you                                                                              | kortere versie van you |
| UL                  | unlucky                                                                          | je bent onfortuinlijk |
| UTFM                | use/utilize the fucking manual                                                   | gebruik de verdomde gebruiksaanwijzing |
| UTFS                | use the fucking search                                                           | gebruik de zoekfunctie |
| VZIW                | voor zover ik weet                                                               | |
| VM                  | voicemail                                                                        | |
| W8                  | wait / wacht                                                                     | |
| W88                 | wachten (meervoud 8 = achten)                                                    | wordt vaak in combinatie met ff gebruikt. Ff w88 = even wachten |
| WB                  | welcome back                                                                     | welkom terug |
| WP                  | well played                                                                      | goed gespeeld |
| WP                  | Wikipedia                                                                        | Wikipedia |
| WRM                 | waarom                                                                           | |
| WSL, WRS            | waarschijnlijk                                                                   | |
| WSS                 | we shall see/waarschijnlijk                                                      | we zullen zien/waarschijnlijk |
| WTF                 | what the fuck                                                                    | wat krijgen we nou? |
| WTFYL               | why the fuck you lying?                                                          | waarom lieg je verdikkeme? |
| WBU                 | what about you?                                                                  | en jij? |
| WTB                 | want to buy                                                                      | wil kopen (..) |
| WTS                 | want to sell                                                                     | wil verkopen (..) |
| WTT                 | want to trade                                                                    | wil ruilen (..) |
| WTH                 | what the heck/hell                                                               | letterlijk: "wat in de hel?", wat zullen we nu beleven? |
| W/                  | with                                                                             | met |
| XOXO                | Kusje-Knuffel-Kusje-Knuffel                                                      | X staat voor kusje, en O zijn armen die om je heen geslagen worden, een knuffel dus |
| XXX                 | Kusje-Kusje-Kusje                                                                | in een liefdesbrief kuste men soms de brief en gaf de plek aan met een kruisje |
| yolo                | you only live once                                                               | je leeft maar één keer |
| YP                  | your problem                                                                     | jouw probleem, het interesseert me niet echt |
| YT                  | YouTube                                                                          | YouTube (website om video's te bekijken en/of te uploaden) |
| YW                  | you're welcome                                                                   | graag gedaan |
| Y                   | why? / yes                                                                       | waarom? / ja |
| Y U NO              | why don't you                                                                    | waarom kun/doe je niet |
| YGM                 | You've got mail                                                                  | je hebt e-mail |

## Andere populaire uitdrukkingen
| Woord               | Etymologie | Betekenis |
| ------------------- | --- | --- |
| 1337 of leet        | elite ofwel leet | Komt men tegen op forums, chatboxen, blogs en andere discussiewebsites wanneer iets 'cool' of heel goed gevonden wordt. |
| ban(nen)            | verbannen | Iemand uit een locatie in een MMORPG, server of chat zetten, omdat hij of zij zich ongepast gedraagt. Iemand 'heeft een ban' als dit hem of haar overkomt. |
| /care of #care      | In diverse applicaties wordt de / gebruikt om het begin van een commando aan te geven. Van MMORPG's waarin een / voor een bepaalde emotie je personage die emotie laat uiten zoals World of Warcraft                                      | Aanduiding dat iets je niet interesseert (sarcastisch). |
| add him/her         | een contact toevoegen | Iemand aan de lijst van contacten / vrienden toevoegen. |
| campen              | afleiding van kamperen | Lange tijd op dezelfde plaats in een spel blijven zitten en daardoor het spel voor anderen verpesten doordat er niets meer gebeurt. |
| derp derp derp      | plaatsvervanger voor onbelangrijke tekst | Kan worden gebruikt als een tijdelijke aanduiding (bv. onbelangrijke dialoog kan worden uitgedrukt als "Derp Derp Derp") |
| dl/dlen             | download/downloaden | Een bestand van het internet halen |
| downie              | chagrijnig iemand | Vaak gebruikt als iemand heel erg chagrijnig is kan ook worden gebruikt als scheldwoord |
| flooden             | flood (overstroming) | Zinloze teksten blijven invoeren om een chatbox te overbelasten. Hiervoor wordt een flooder vaak 'gekickt' |
| freebie             | freebee | Een gift in een shop; er hoeft niets voor betaald te worden, afgeleide vorm: dollarbie, kost 1 dollar |
| guru                | goeroe | Een expert in een technisch onderwerp, zoals C-programmeren of Unix. |
| inworld             | binnen het spel | Staat in tegenstelling tot irl, 'in real life' |
| kicken              | kick ((eruit)schoppen) | Iemand uit een programma (spel, chat etc.) zetten omdat hij niet volgens de regels speelt of irritant doet |
| lag                 | lag (vertraging) | Als bij een online spel meerdere mensen spelen en waarbij de computer van één speler hapert en daarmee zichzelf of de anderen tijdens het spel hindert. In sommige spellen heeft iedereen er last van (zoals Quake of Delta Force, Black Hawk Down) en bij andere spellen heeft alleen de betreffende persoon er last van en kan de rest verderspelen. |
| lamer               | lame (stom) | Een benaming voor onaardige spelers die het spel te goed kunnen of flauw/vals spelen en vervolgens anderen uitlachen. Ook wordt de term gebruikt wanneer iemand hinderlijk het spel voor de andere saboteert. |
| LART                | | Luser Attitude Readjustment Tool. Ook wel cluebat genoemd. Een denkbeeldige knuppel waarmee al te domme computergebruikers (denkbeeldig) op hun kop kunnen worden getimmerd. |
| leechen             | leechen, zuigen | Een leecher is een persoon die bij het gebruik van filesharingprogramma's alleen bestanden downloadt, maar niets beschikbaar stelt als upload. |
| le me               | ik (letterlijk: de mij, le is een Frans lidwoord en me is Engels voor mij ) | Wordt gebruikt in rage comics door de schrijver van de cartoon om zichzelf aan te duiden in een geschetste situatie |
| lurken/lorken       | lurker | Een lurker is een persoon die op internetforums, chatrooms, BBS-en, Usenet of wiki's alleen mee leest, maar zelf (bijna) niets bijdraagt. |
| luser               | user/loser | Een zeer ondeskundige computergebruiker. |
| lutser              | Loser/Prutser | Een combinatie van de woorden loser en prutser. |
| muten               | het zwijgen opleggen | De uitingen van een deelnemer lokaal onderdrukken. |
| newbie              | new (nieuw) | Nieuwe of onervaren gebruiker; meestal niet negatief bedoeld. |
| noob / n00b / noowb | Platte uitspraak van "newb" (kort voor "newbie") | Een negatieve benaming voor nieuwe gebruikers. Varianten: "naab, n@@b, nub, noob, newb, newbie, n4p, nap, nubcake, noobsauce. "Noob" is vaak denigrerend bedoeld, in tegenstelling tot het meer neutrale "newbie". |
| troll               | trol | Een persoon die welbewust de boel verstiert. |
| own                 | own (letterlijk "bezitten") | Iemand verslaan in een spel. Ook wel gebruikt voor "beter dan iemand zijn". |
| ownage              | van "own", letterlijk "bezitten" | Zelfstandig naamwoord van "own" |
| pwn                 | opzettelijke typo van "own" of Pure Own (puur bezitten) | Iemand verslaan in een spel. Ook wel gebruikt voor "beter dan iemand zijn" |
| pwnage              | opzettelijke typo van "ownage" of Pure Ownage (puur bezit) | Zelfstandig naamwoord van "pwn" |
| rez                 | rezzen/resurrection | Een object inworld zichtbaar laten worden, ook: de omgeving laten verschijnen, het tot leven komen/wekken van een speler in een spel |
| spam(men)           | spam (post) is de benaming voor onnodige berichten. Iemand spamt wanneer hij of zij spam verstuurt | |
| teh                 | opzettelijke typo van "the" | De. Wordt ook wel gebruikt om bijvoeglijke naamwoorden opzettelijk raar te laten klinken (e.g. "he is teh cool!") |
| /thread             | einde van een thread | Het einde van de discussie (de '/' komt uit o.a. HTML-code, waarbij een '/' een einde van een commando kan betekenen) |
| uppen               | uploaden of upgraden | Het op internet zetten van een bestand of het 'upgraden' van een item of gebouw in een game. |
| warez               | wares (waar/waren), de s wordt in straattaal e.d. wel vervangen door een z | Illegaal te downloaden software |
| Wet van Godwin      | Een wet vernoemd naar Mike Godwin | Stelling over vergelijkingen met nazisme in internetdiscussies |
| Wet van Poe         | Een wet vernoemd naar Nathan Poe | Stelling over de onmogelijkheid om in internetdiscussies parodieën op fundamentalisten en fundamentalisten zelf te onderscheiden |
| w00t                | Zou een afkorting voor "We Own the Other Team" kunnen zijn (dit kan ook een backroniem zijn) afleiding van WHAAAAAAAT. w00t! wordt ook door hackers gebruikt als 'welcome root', wat betekent dat men toegang heeft tot de rootgebruiker. | Algemene uitroep van enthousiasme/ uitdrukking van iets onverwachts of overdonderend. |
| /me ...             | Komt van het commando in verschillende IRC-clients om een actie uit te beelden. De betreffende regel wordt daar vaak weergegeven als * nickname ... in een andere kleur dan de gewone berichten.                                          | Manier om aan te geven wat men doet. Men typt bijvoorbeeld: /me gaapt en in de chatroom verschijnt: Nickname gaapt. De naam wordt dus automatisch ingevuld door de chatsoftware en de dubbele punt blijft achterwege |